# Christian Böttger
Christian Böttger (* 1963 in Hamburg)  ist ein deutscher Wirtschaftsingenieur. Er ist Professor für Industrial Marketing, Verkehrswesen und Eisenbahn an der Hochschule für Technik und Wirtschaft in Berlin.

## Biografie
Böttger hat seine kaufmännische Ausbildung von 1982 bis 1985 bei Dr. Hell / Siemens AG in Kiel, Berlin und New York begonnen. Von 1985 bis 1989 studierte er Betriebswirtschaftslehre an der Universität Kiel und an der FU Berlin. Dort war er von 1990 bis 1993 Wissenschaftlicher Mitarbeiter und promovierte zum Dr. rer. pol. Anschließend ging er als Wissenschaftlicher Mitarbeiter von 1993 bis 1994 in die Zentrale der Deutschen Bundesbahn / DB AG in Frankfurt / Main. Von 1994 bis 1999 war er
Kaufmännischer Leiter mehrerer Geschäftseinheiten der Siemens AG. Sei 2000 ist er Professor im Studiengang Wirtschaftsingenieurwesen an der HTW Berlin.
Böttger ist mehrfach als Bahnexperte öffentlich in Erscheinung getreten und wird regelmäßig als solcher in Medien genannt.  Seine thematischen Schwerpunkte umfassen unter anderem die Organisation und Wirtschaftlichkeit von Bahnsystemen sowie das Management von Infrastrukturprojekten.

## Positionen
Böttger kritisiert mehrfach, dass die Probleme der Gütersparte der Deutschen Bahn durch die Politik nur zögerlich und nicht ergebnisorientiert angegangen werden. So steht im Koalitionsvertrag der Ampel-Regierung von 2021, dass der Marktanteil des Schienengüterverkehrs bis 2030 von knapp 20 auf 25 Prozent zu steigern sei. In Wirklichkeit sinkt der Anteil aber, sodass die Ziele kaum zu erreichen sind. Er führt als Beispiel an, dass die Trassenpreise aufgrund der Kapitalstruktur der Infrastruktursparte der DB AG (InfraGO AG) weiterhin so hoch sind, dass die Konkurrenz durch den LKW auf der Straße billiger ist, als die Güterbahn. Damit entscheiden die Kunden gegen die Bahn.

## Publikationen
- Ausführliche Liste seiner Publikationen